# Arthur Daniel Healey

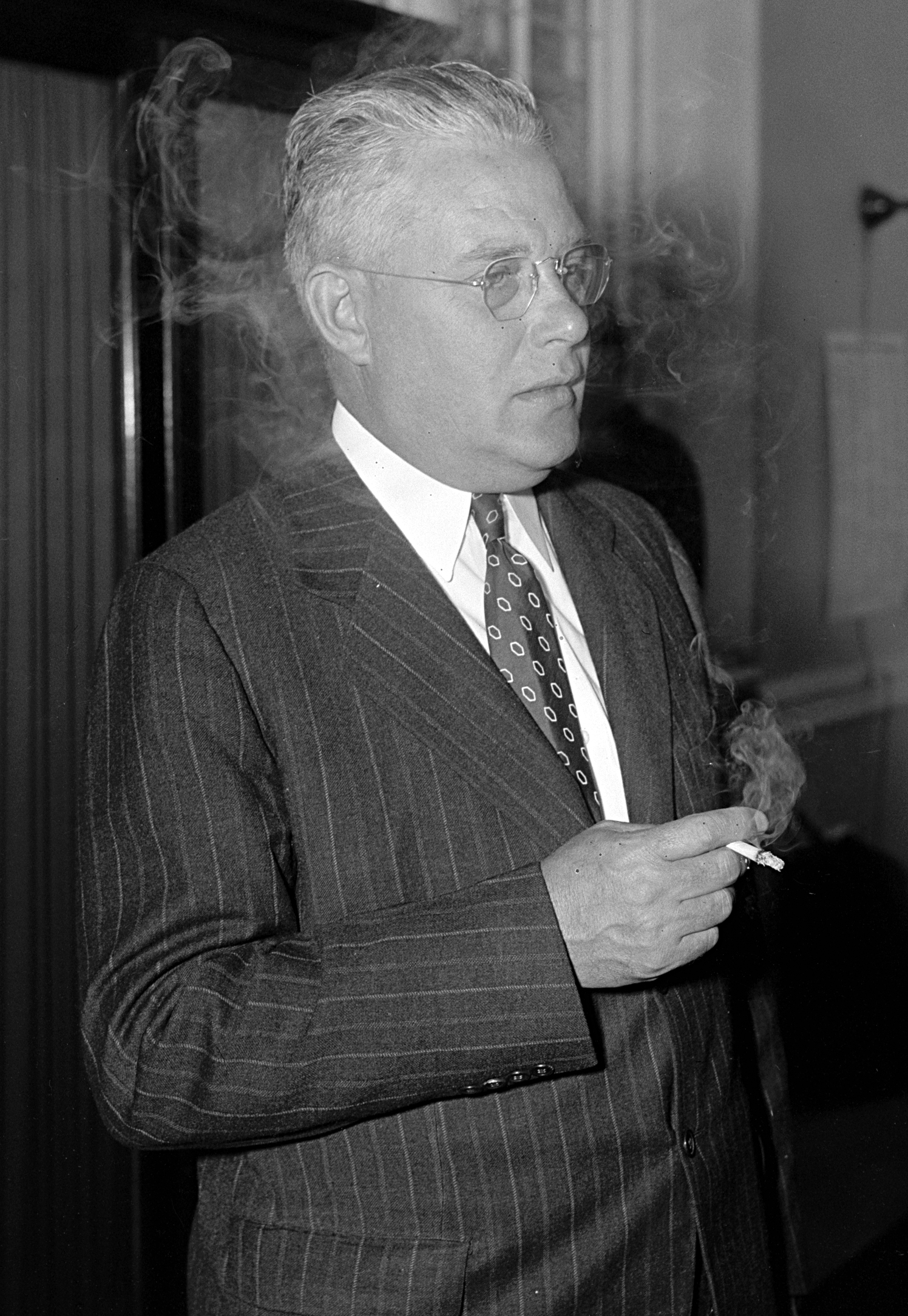
Arthur Daniel Healey (1939)

Arthur Daniel Healey (* 29. Dezember 1889 in Somerville, Massachusetts; † 16. September 1948 ebenda) war ein US-amerikanischer Jurist und Politiker. Zwischen 1933 und 1942 vertrat er den Bundesstaat Massachusetts im US-Repräsentantenhaus; anschließend wurde er Bundesrichter.

## Werdegang
Arthur Healey besuchte die öffentlichen Schulen seiner Heimat und danach bis 1908 die Somerville Latin School. In den Jahren 1909 und 1910 absolvierte er das Dartmouth College in Hanover (New Hampshire). Nach einem anschließenden Jurastudium an der Boston University und seiner 1914 erfolgten Zulassung als Rechtsanwalt begann er in Boston in diesem Beruf zu arbeiten. Während des Ersten Weltkrieges war Healey zwischen 1917 und 1919 Leutnant im Quartermaster Corps der US Army. Politisch schloss er sich der Demokratischen Partei an.
Bei den Kongresswahlen des Jahres 1932 wurde Healey im achten Wahlbezirk von Massachusetts in das US-Repräsentantenhaus in Washington, D.C. gewählt, wo er am 4. März 1933 die Nachfolge des zwischenzeitlich zurückgetretenen Frederick W. Dallinger antrat. Nach vier Wiederwahlen konnte er bis zu seinem Rücktritt am 3. August 1942 im Kongress verbleiben. Während seiner Zeit im Kongress wurden dort die New-Deal-Gesetze der Bundesregierung unter Präsident Franklin D. Roosevelt verabschiedet. Seit 1941 war auch die Arbeit des Kongresses von den Ereignissen des Zweiten Weltkrieges geprägt. Arthur Healey war maßgeblich an einem der New-Deal-Gesetze, dem 1936 verabschiedeten Walsh-Healey Public Contracts Act, beteiligt. Darin wurden die Arbeitsbedingungen für Bedienstete von Vertragspartnern der Bundesregierung geregelt. Im Jahr 1938 wurde er Mitglied im damals neugeschaffenen Ausschuss für unamerikanische Umtriebe.
Healeys Rücktritt erfolgte nach seiner Ernennung zum Nachfolger des in den Ruhestand getretenen Elisha Hume Brewster als Richter am Bundesbezirksgericht für Massachusetts. Dieses Amt bekleidete er bis zu seinem Tod am 16. Dezember 1948 in Somerville.